# Oecetis umbra
Oecetis umbra är en nattsländeart som beskrevs av Arturs Neboiss 1977. Oecetis umbra ingår i släktet Oecetis och familjen långhornssländor. Inga underarter finns listade i Catalogue of Life.